# Orožništvo
Orožništvo je starejši izraz za nekdaj vojaško organiziran organ, ki je skrbel za javno varnost.
Orožništvo je od 19. stoletja v nemško govorečih deželah deloma uradna, vedno pa pogovorna označitev za deželno policijo. V Avstriji je bilo orožništvo ustanovljeno leta 1849 in je skrbelo za javno varnost navadno zunaj večjih mest. Uniformiran pripadnik orožništva se je imenoval orožnik.  